# Tyler McGill
Tyler McGill (ur. 18 sierpnia 1987 w Champaign) – amerykański pływak specjalizujący się w stylu zmiennym, mistrz olimpijski, dwukrotny mistrz świata na długim basenie, mistrz świata na krótkim basenie.
Swój największy sukces w karierze McGill odniósł w 2012 roku podczas igrzysk olimpijskich w Londynie wygrywając złoty medal w sztafecie 4 × 100 m stylem zmiennym.
Startując na mistrzostwach świata, w 2009 roku w Rzymie Amerykanin wywalczył złoty medal w sztafecie na 4 × 100 m stylem zmiennym oraz dwa lata później w Szanghaju w tej samej konkurencji. W Rzymie McGill zajął również trzecie miejsce w indywidualnym wyścigu na 100 m stylem motylkowym.
Podczas mistrzostw świata na krótkim basenie, w 2010 roku w Dubaju Amerykanin wygrał złoty medal w sztafecie 4 × 100 m stylem zmiennym.